# Kleven Verft

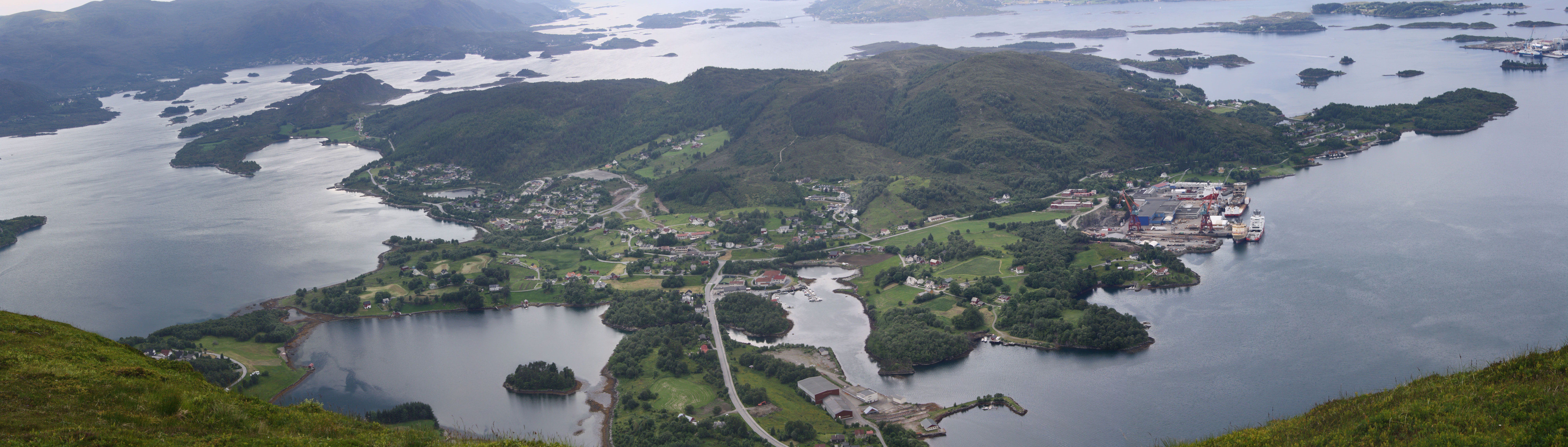
Die Insel Dimnøya mit der Kleven Verft rechts im Bild.

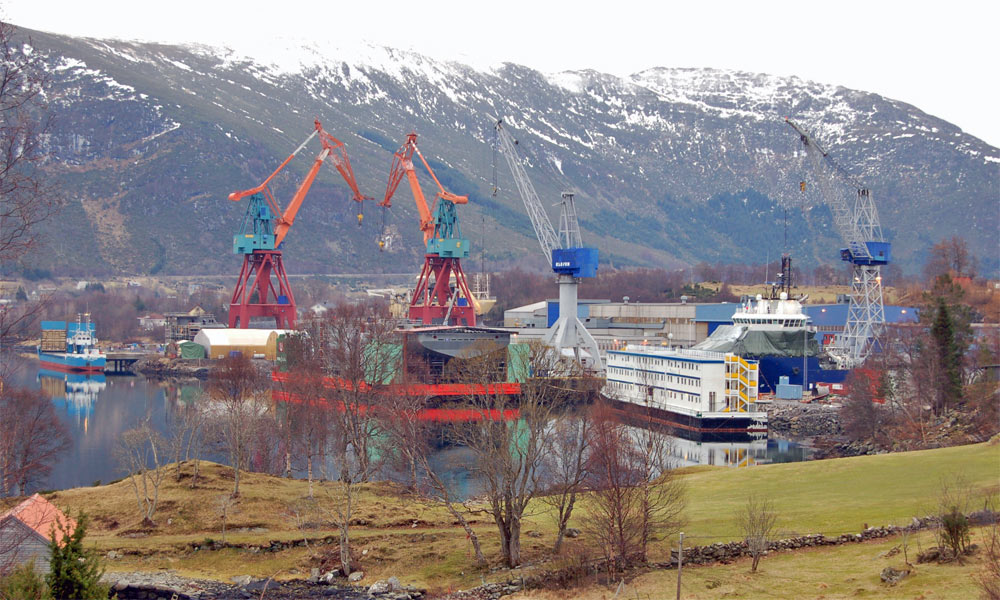
Die Kleven Verft auf der Insel Dimnøya

Das Schiffbauunternehmen Green Yard Kleven AS (GmbH) – bis Juli 2020 Kleven Verft A/S – hat seinen Firmensitz in der westnorwegischen Gemeinde Ulstein im Fylke Møre og Romsdal. Die Werft befindet sich auf der Insel Dimnøya. Seit Juli 2020 gehört die Werft zur norwegischen Green Yard Group, die auf Schiffsrecycling spezialisiert ist.

## Unternehmensgeschichte
Das Unternehmen wurde im Jahr 1939 von Marius Kleven unter dem Namen M.Kleven Mek. Verksted als Schmiede gegründet. Das erste komplette Schiff wurde erst im Jahr 1961 von Kleven gebaut. Bis dahin wurden nur Reparatur- und Umbauarbeiten an Fischereischiffen ausgeführt.
Im Jahr 1964 wurde die Werft in eine Aktiengesellschaft umgewandelt. Die vier Söhne des Firmengründers Arthur, Magnar, John, und Arthur Asbjørn Kleven wurde zu gleichberechtigten Besitzern der Firma ernannt. Die Werft wurde stetig erweitert und so war es möglich immer größere Schiffe zu bauen. Im Jahr 1975 wurde die Tochtergesellschaft Kleven Industri A/S mit Sitz in Rovde i Vanylven gegründet. 1980 übernahm Kleven die Løland Verft in Hyllestad als weitere Tochtergesellschaft unter dem Namen Kleven Løland A/S. Eine weitere Tochtergesellschaft wurde 1989 mit der Kleven Florø A/S gegründet.
Im April 1990 wurde die Kleven Mek. Verksted A/S mit dem Kværner-Konzern fusioniert. Die Firma wurde in Kværner Kleven Ulsteinvik A/S umbenannt. Am 1. Juli 1999 wurde die Werft von den Kleven-Brüdern wieder zurückgekauft.
Aufgrund von finanziellen Schwierigkeiten stieg Hurtigruten AS 2017 bei der Werft zunächst mit 40 Prozent ein, um den Bau der Roald Amundsen und der Fridtjof Nansen abzusichern. Ebenfalls 2017 erwarb Lürssen eine Beteiligung. Im Juni 2018 wurde bekannt gegeben, dass Hurtigruten AS 100 % der Anteile an der Werft übernommen hat. 2020 übernahm die DIV Group die Werft. Im selben Jahr stellte das Unternehmen einen Insolvenzantrag.
Die norwegische Green Yard Group ist seit Juli 2020 neuer Eigentümer der Werft.

## Schiffbau
Die Kleven Verft baut Versorgungsschiffe, Personenfähren, RoPax-Schiffe, Megayachten, Kreuzfahrtschiffe, sowie Kühl- und Tankschiffe.
Vom Typ KK 250 R lieferte die Werft zwölf Kühlschiffe von 1989 bis 1992. Auch die Hurtigruten-Schiffe Nordkapp (1996), Nordnorge (1997), Finnmarken (2002) wurden von der Kleven Verft gebaut sowie 2013 und 2014 mit der Olympic Ares und der Olympic Boa zwei Offshore-Schiffe des Typs MT 6022 MKII an die Reederei Olympic Shipping abgeliefert.
2019 wurden mit der Roald Amundsen und der Fridtjof Nansen zwei Expeditions-Kreuzfahrtschiffe mit Hybridantrieb der Reederei Hurtigruten AS ausgeliefert. Ende Oktober 2018 wurde bekannt, dass ein drittes Kreuzfahrtschiff dieser Bauart bereits bis 2021 fertiggestellt werden soll.[veraltet]